# Comatella nigra
Comatella nigra is een haarster uit de familie Comatulidae.
De wetenschappelijke naam van de soort werd in 1888 gepubliceerd door Philip Herbert Carpenter.